# Gomphrena arborescens
Gomphrena arborescens är en amarantväxtart som beskrevs av Carl von Linné d.y.. Gomphrena arborescens ingår i släktet klotamaranter, och familjen amarantväxter. Inga underarter finns listade i Catalogue of Life.

## Bildgalleri

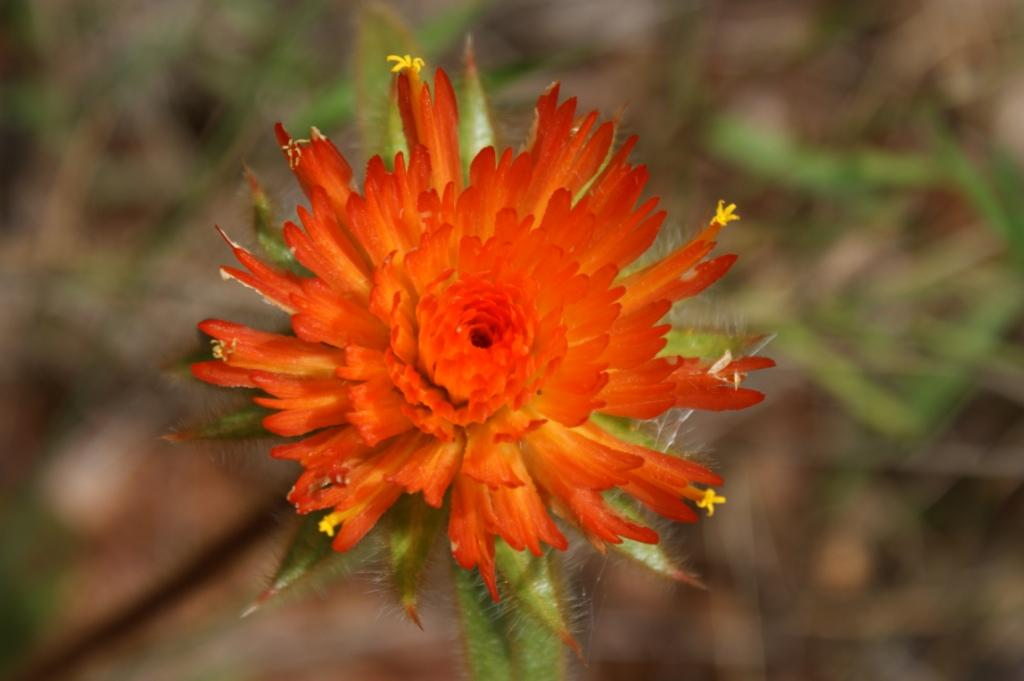
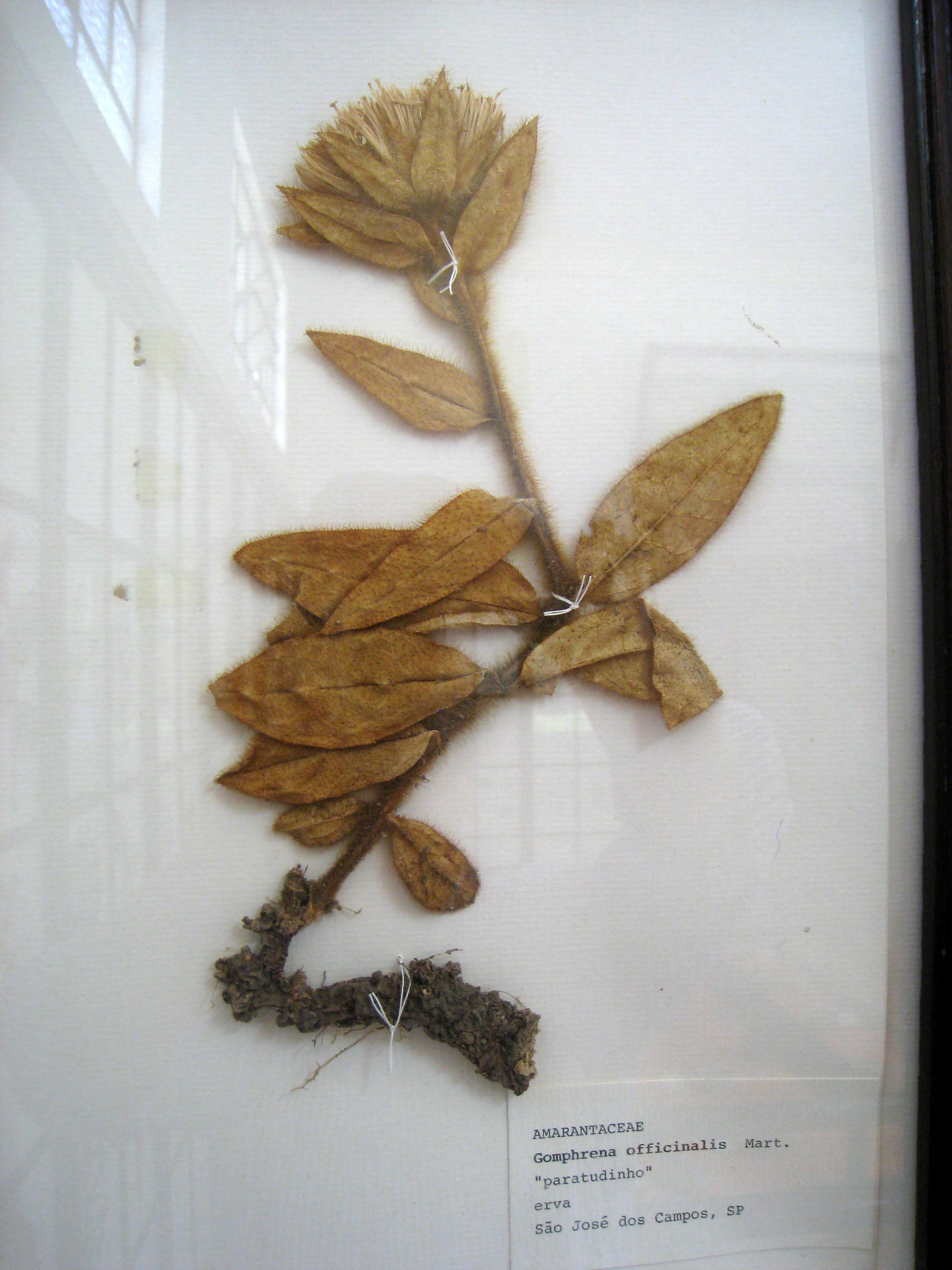